# Volkspistole
Volkpistole (с нем. — «народный пистолет») — серия самозарядных пистолетов, разрабатывавшихся в нацистской Германии для нужд Фольксштурма в конце 1944 — начале 1945 года. Разработку вели компании Gustloff-Werke, Mauser и Walther. Производство, однако, не вышло за рамки нескольких опытных образцов.

## История
После образования Фольксштурма в конце сентября 1944 года, перед командованием встала задача вооружить личный состав организации. При общей численности Фольксштурма в 6 млн человек, требовалось не менее 4 млн единиц стрелкового оружия разных типов (по другим данным — требовалось 4 млн одних только винтовок).
Гауляйтеры были вынуждены начать сбор оружия у населения, членов НСДАП и полиции, стрелковых клубов, ветеранских организаций и музеев. Также предпринимались попытки вооружить Фольксштурм трофейными пистолетами и револьверами.
Однако собранного оружия оказалось недостаточно для покрытия нужд Фольксштурма, и осенью 1944 года немецкие оружейники начали разработку нового пистолета. Согласно ТТЗ, оружие должно было быть простым и дешёвым в производстве, работать по принципу свободного затвора, использовать патроны 9 × 19 мм «Парабеллум» и магазины от P38, иметь УСМ одинарного или двойного действия. Пистолет должен был быть способен поражать цели размером 20 × 20 см на дальности 25 м. Работы по созданию нового оружия, получившего название Volkspistole, велись компаниями Gustloff-Werke, Mauser и Walther. На испытаниях, проходивших в октябре 1944, победу одержал пистолет Walther.

## Проекты

### Gustloff-Werke
Пистолет был разработан конструктором Gustloff-Werke Карлом Барницке (нем. Karl Barnitzke). Автоматика работала по принципу полусвободного затвора с торможением отката затвора пороховыми газами и была схожа с Gustloff Volkssturmgewehr. Почти все детали пистолета были выполнены методом штамповки. Было сделано не более 5 пистолетов, после чего Gustloff-Werke прекратила работу над пистолетом в конце 1944 года из-за нехватки времени и ресурсов. Другой информации о пистолете не сохранилось.

### Mauser
Автоматика работала по принципу свободного затвора, рамка изготавливалась методом штамповки и сварки, затвор состоял из фрезерованной и штампованных деталей. УСМ двойного действия.
Пистолет получил обозначение M.7082 «V.P.» (Volkspistole). Для производства пистолета требовалось на 30 % меньше человеко-часов и на 20 % меньше сырья, чем для его конкурента от Walther. При этом отмечалась чрезмерная отдача и тугой спуск. Пистолет не производился серийно.
В январе 1945 года велись работы над пистолетом с полусвободным затвором с торможением за счёт отвода пороховых газов во внутреннюю полость кожуха-затвора. Достоверно неизвестно, был ли он воплощён в металле, но в ряде источников утверждается, что пистолет был создан и проходил испытания на полигоне в Оберндорфе в январе 1945 года. Впоследствии принцип торможения отката затвора пороховыми газами нашёл применение в пистолетах Steyr Pi-18 и Steyr GB.
| Характеристики    | Характеристики                                 |
| ----------------- | ---------------------------------------------- |
| Годы производства | 1944—1945                                      |
| Масса, кг         | 0,96                                           |
| Длина, мм         | 286                                            |
| Длина ствола, мм  | 130                                            |
| Патрон            | 9 × 19 мм                                      |
| Принципы работы   | свободный затвор                               |
| Вид боепитания    | сменный магазин на 8 патронов от пистолета P38 |
| Прицел            | мушка и целик                                  |

### Walther
Автоматика первых образцов использовала запирание поворотом ствола и УСМ двойного действия, но финальный вариант работал по принципу свободного затвора и имел УСМ одинарного действия. Рамка и затвор выполнялись методом штамповки. Щёки рукоятки были выполнены из дерева, металлические детали фосфатрированы. Пистолет не производился серийно.
| Характеристики    | Характеристики                                 |
| ----------------- | ---------------------------------------------- |
| Годы производства | 1944—1945                                      |
| Масса, кг         | 1,07 (без магазина) 1,088 (с пустым магазином) |
| Длина, мм         | 215                                            |
| Длина ствола, мм  | 128                                            |
| Ширина, мм        | 30                                             |
| Высота, мм        | 140                                            |
| Патрон            | 9 × 19 мм                                      |
| Принципы работы   | свободный затвор                               |
| Вид боепитания    | сменный магазин на 8 патронов от пистолета P38 |
| Прицел            | мушка и целик                                  |

## Комментарии
1. ↑  С. Б. Монетчиков называет конструктора пистолета Виктором Барницке[5]
2. ↑  В некоторых источниках[7][8] описание пистолета Gustloff-Werke ошибочно иллюстрируется фотографиями раннего варианта Mauser M.7082 «V.P.».

### Mauser
- Centrefire self-loading pistol - Mauser experimental M7082 Volkspistole - 1944 (англ.). royalarmouries.org. Дата обращения: 12 июня 2024. Архивировано 11 июня 2024 года.
- Forgotten Weapons.  Ian McCollum: Mauser Volkspistole (амер. англ.). YouTube (20 августа 2012). Дата обращения: 12 июня 2024. Архивировано 27 июля 2013 года.
- Royal Armouries.  Jonathan Ferguson: A cheap alternative to the Luger? The Volkspistole with weapon and firearms expert Jonathan Ferguson (англ.). YouTube (1 апреля 2021). Дата обращения: 12 июня 2024. Архивировано 11 июня 2024 года.

### Walther
- Forgotten Weapons.  Ian McCollum: Walther Volkspistole (амер. англ.). YouTube (12 марта 2015). Дата обращения: 12 июня 2024. Архивировано 14 марта 2015 года.